# Onthophagus rhinolophus
Onthophagus rhinolophus är en skalbaggsart som beskrevs av Edgar von Harold 1869. Onthophagus rhinolophus ingår i släktet Onthophagus och familjen bladhorningar. Inga underarter finns listade i Catalogue of Life.